# Jermyn Street
Jermyn Street est une rue commerçante du centre de Londres, au Royaume-Uni.

## Situation et accès

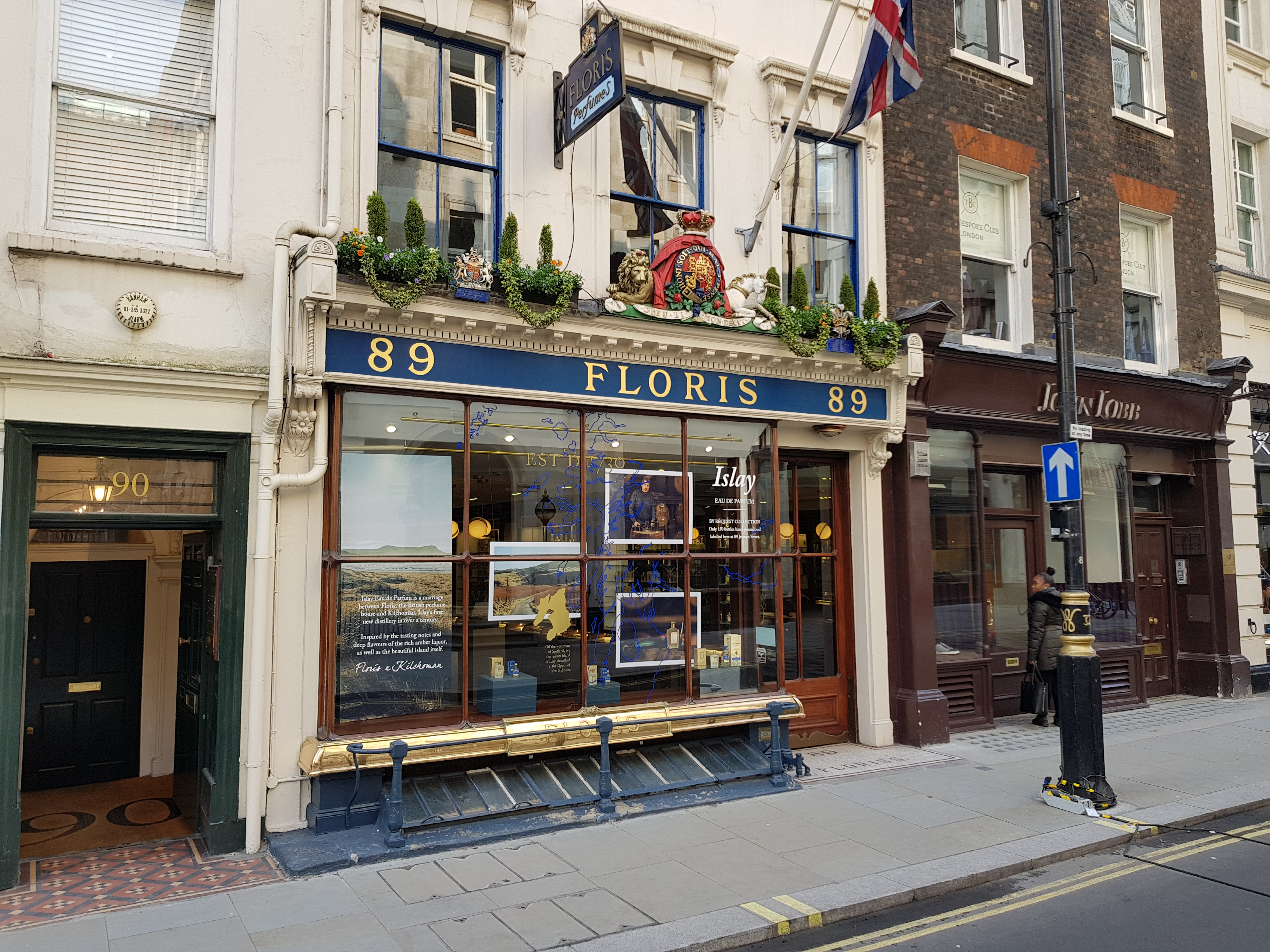
Commerces dans Jermyn Street (2018).

Située dans le quartier St. James's de la Cité de Westminster, entre Haymarket et St James's Street, Jermyn Street est connue pour ses chemisiers anglais et ses nombreux commerces de mode pour hommes, tels que Turnbull & Asser, Hawes & Curtis, Thomas Pink, Charles Tyrwhitt, T. M. Lewin, Hackett ou encore John Lobb.
Outre ces commerces, on y trouve le plus vieux fromager de Londres (1797), Paxton & Whitfield, et un théâtre, le Jermyn Street Theatre.
Les stations de métro les plus proches sont, à l’ouest, Green Park, où circulent les trains des lignes  Jubilee  Piccadilly  Victoria et, à l’est, Piccadilly Circus, desservie par les lignes  Bakerloo  Piccadilly.

## Origine du nom

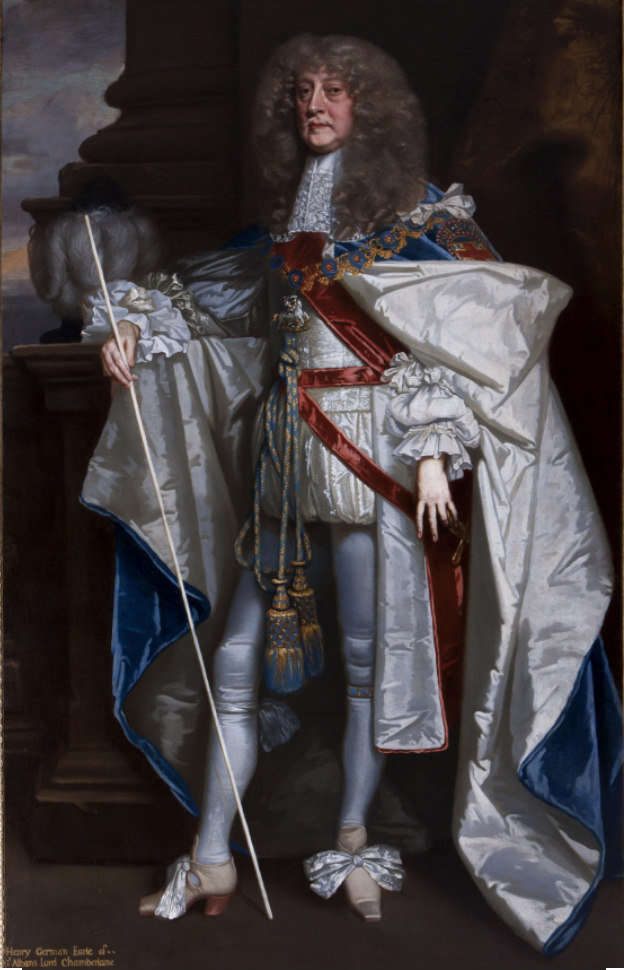
Henry Jermyn.

Henry Jermyn (1605-1684), 1er comte de Saint-Albans, était le secrétaire et le favori d’Henriette Marie de France, épouse du roi Charles Ier d’Angleterre. Très impliqué dans le développement du quartier autour de St James's Square, il donna à la rue son propre nom. Il fut également à l’origine de l’édification de l’église Saint-James de Piccadilly, construite par l’architecte Christopher Wren en 1684.

## Historique
La rue est pour la première fois mentionnée en 1667 sous le nom de Jarman Streete. Quelques années plus tard, la London Encyclopædia note que l’extrémité ouest de la rue est plus à la mode que l’extrémité est.
En 1815, on trouve plusieurs hôtels dans la rue, dont le Waterloo Hotel aux nos 85-86 de 1830 à 1903.
Bon nombre de bâtiments de la rue font partie des avoirs immobiliers de la couronne d’Angleterre et sont à ce titre gérés par le Crown Estate.

## Bâtiments remarquables et lieux de mémoire

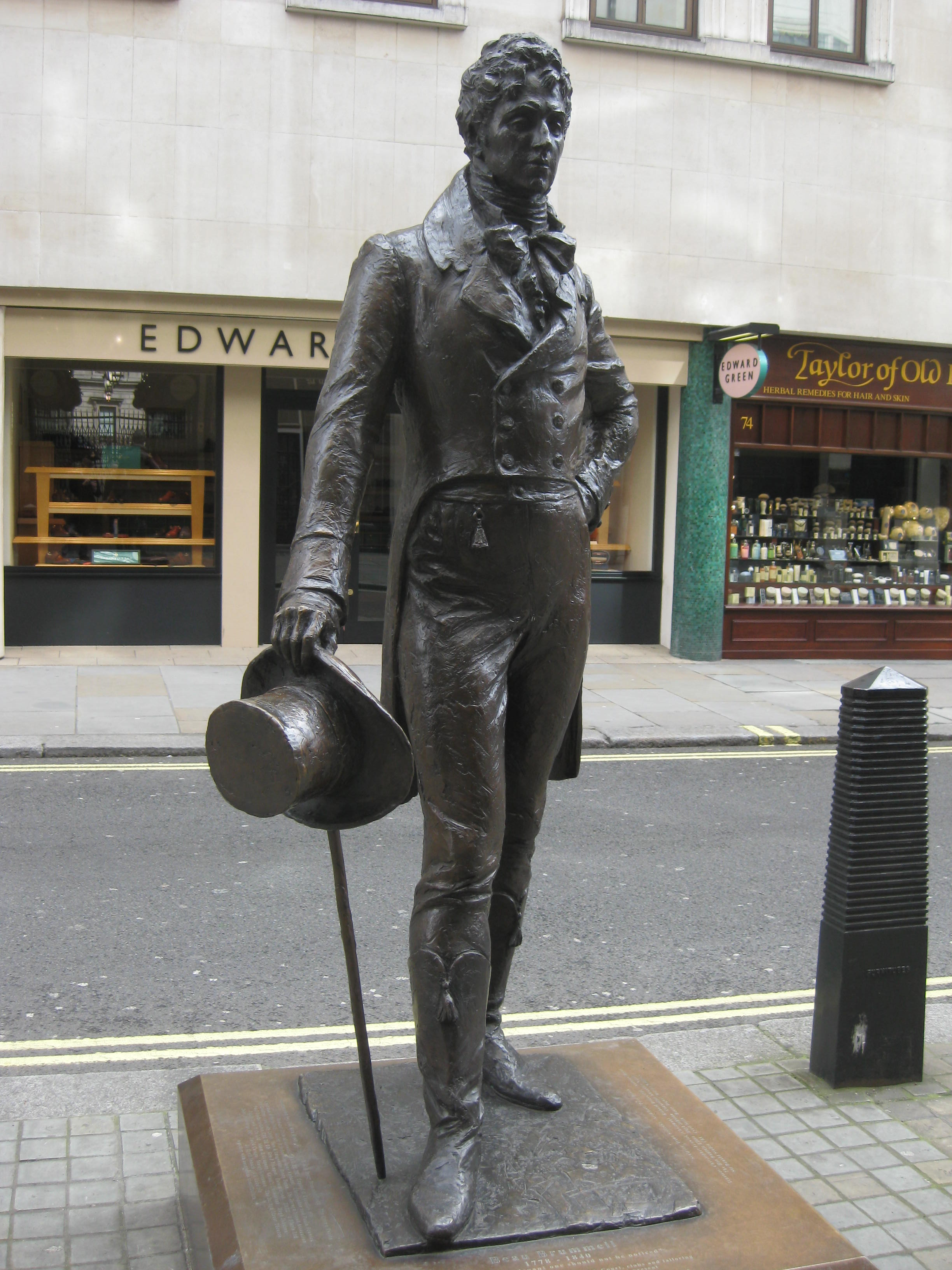
Statue de Beau Brummell.

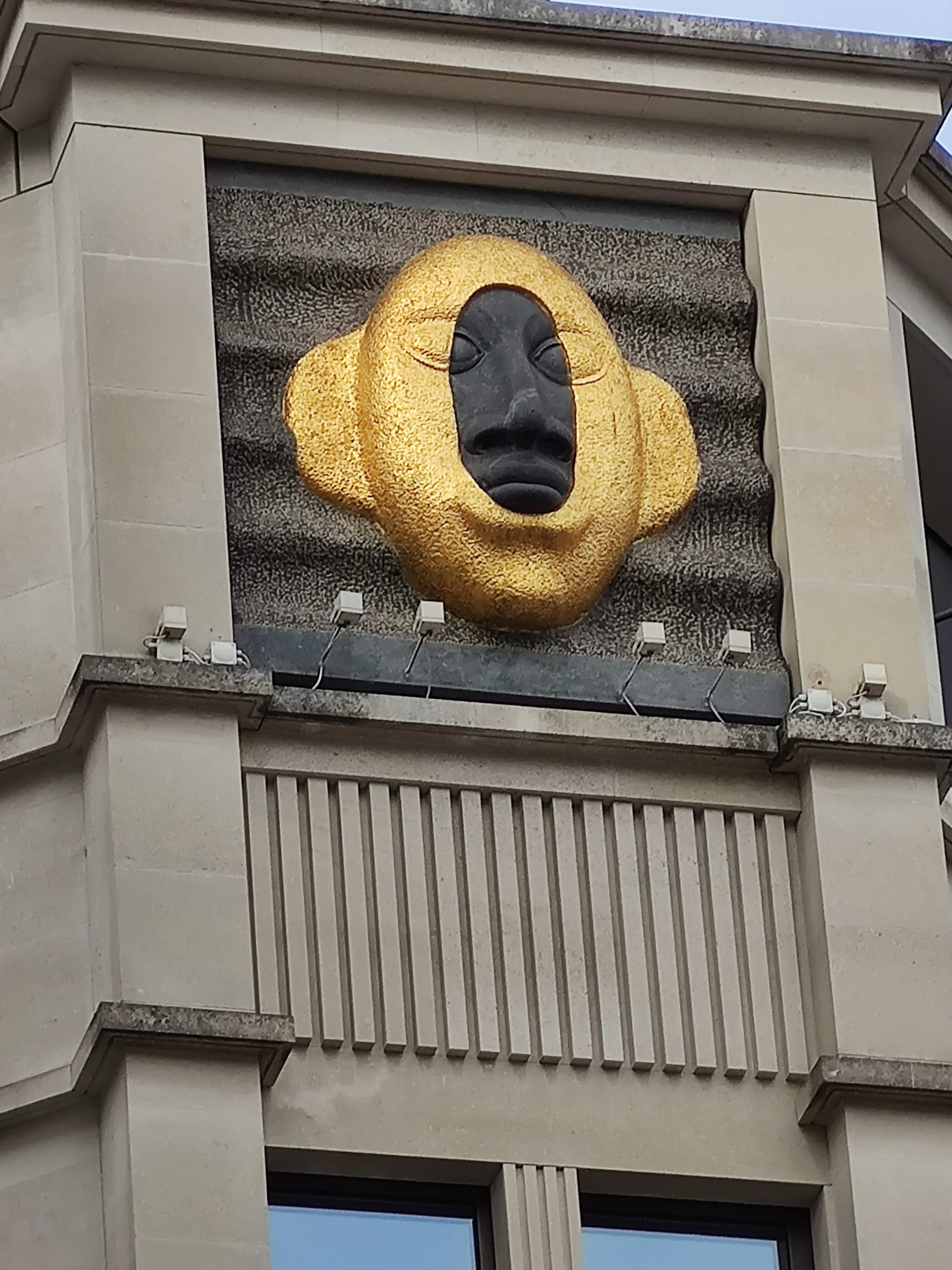
Couronnement d'un immeuble de la rue.

- No 40 : Tramp, club privé fréquenté par des célébrités[6].
- Louis Napoléon Bonaparte, le futur Napoléon III, a logé dans cette rue à l'hôtel Brunswick[7], au no 52, lorsqu'il a rejoint l'Angleterre après s'être évadé du fort de Ham en France.
- John Churchill, 1er duc de Marlborough, et Isaac Newton en ont été des résidents notables, le second aux nos 88 puis 87.

### Bâtiment démoli
- Nos 82-83 : on y trouve en 1908 l’hôtel André, maison française[8], acheté en 1904 par Félix Sartori.

## Dans la littérature
Dans la série des Quatre Justiciers, romans d'Edgar Wallace, Leon Gonzalez et George Manfred résident à Londres dans Jermyn Street.